# 최제헌
최제헌(1986년 9월 12일 ~ )은 대한민국의 배우이다.

## 출연작

### 영화
- 《핫 블러드》 (2021년) - 태영 역
- 《난폭한 기록》 (2019년) - 차종도 역
- 《리벤져》 (2018년) - 자르갈 역
- 《사랑은 없다》 (2016년) - 건달 1 역
- 《봉이 김선달》 (2016년) - 이성계 군사 역
- 《미션: 톱스타를 훔쳐라》 (2015년) - 만수 역
- <<제7기사단>> (2015년)-기사단
- 《개를 훔치는 완벽한 방법》 (2014년) - 체육선생님 역
- 《레디액션 청춘》 (2014년) - 아치 역
- 《신의 한 수》 (2014년) - 건달 2 역
- 《우는 남자》 (2014년) - 변실장 수하 2 역
- 《남자가 사랑할 때》 (2014년) - 도박장 일당들 역
- 《전설의 주먹》 (2014년) - 전설의 주먹 김봉철 역
- 《신세계》 (2013년) - 이중구계 4 역
- 《오직 그대만》 (2011년) - 태권도선수 역
- 《히트》 (2011년) - 살벌 역
- 《대한민국 1%》 (2010년) - 최 일병 역

### 드라마
- <<녹두꽃>> (2019년)
- 《감격시대: 투신의 탄생》 (2014년, KBS2)
- 《추적자 THE CHASER》 (2012년, SBS)
- 《굿바이 마눌》 (2012년, 채널A)
- 《적도의 남자》 (2012년, KBS2)
- 《스파이 명월》 (2011년, KBS2)
- 《볼수록 애교만점》 (2010년, MBC)